# Zeewolde
Zeewolde  è una municipalità dei Paesi Bassi di 20 927 abitanti situata sull'isola di Flevopolder, nella provincia di Flevoland. 
Zeewolde è anche nota per essere la sede della casa automobilistica Spyker Cars, nel 2007 presente anche sui circuiti di Formula 1 con un proprio team.
Nell'estate del 2018 si è svolto proprio a Zeewolde il raduno internazionale scout denominato Roverway.